# Білгород-Дністровський краєзнавчий музей
Білгород-Дністровський краєзнавчий музей — краєзнавчий музей у Білгороді-Дністровському, що працює з 1940 року. У дев'яти залах представлені матеріали про історію від заселення краю і до наших днів.

## Історія

### Передумови
1900 року в місті почали проводити перші розкопки в Аккерманській фортеці та давньому місті Тіра, на основі яких на початку століття був відкритий міський археологічний музей.

### Відкриття музею
Аккерманський краєзнавчий музей відкрили 23 листопада 1940 року постановою Совнаркому УРСР, після того, як місто захопив Радянський союз і Аккерман став центром Аккерманської області. Основний матеріал для музею склали знахідки, знайдені під час розкопок в Аккерманській фортеці й давньому місті Тіра, які проводили від 1900-х років. Окрім того, в основу музею увійшли приватні колекції мешканців міста, зокрема В. П. Пушкарьова, П. А. Ангелова, С. Г. Цибержинського, братів Окуличів та Чаплинських. До музею поступали матеріали з музеїв Шабо та Сарати.
На той момент у музеї діяли два відділи: відділ історії (з залами первіснообщинного ладу, рабовласницького та феодального періоду) та загальний відділ, у якому розміщувалися колекція зброї XVI—XX ст., колекція монет, медалей, гравюр і експозиція, присвячена встановленню радянської влади.
У роки Другої світової війни музей був зруйнований, фондові матеріали вивезли, і тільки частину з них повернули.

### Після Другої світової війни
Відкриття нової експозиції відбулося 8 листопада 1946 року за адресою вул. Пушкіна, 19 (раніше будинок купця II гільдії Михайла Костянтиновича Феміліді), де розташований і донині. Велику допомогу у відновленні фондів та створенні експозиції надали науковці та співробітники музеїв Києва, Одеси, Ізмаїла, Москви та Ленінграда.
1982 року при краєзнавчому музеї відкрили виставковий зал для експонування художніх виставок та виставок прикладного мистецтва. 1990 року за адресою вул. Пушкіна, 16 відкрили відділ «Етнографія народів півдня Придністров'я».

### За часів Незалежності

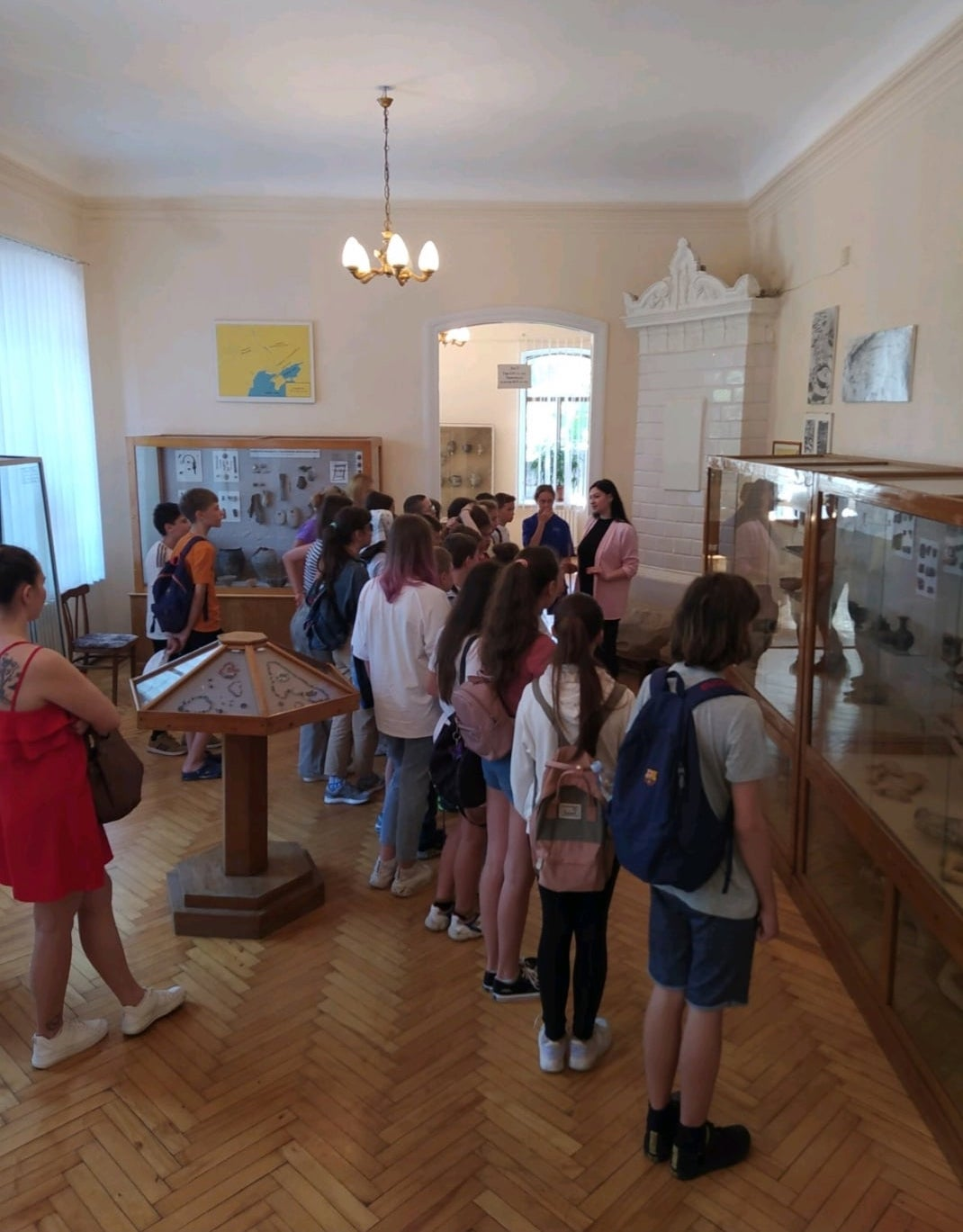
Учні на екскурсії в музеї, 2021

У квітні 2016 року музей взяв участь у Всеукраїнській програмі оцифрування унікальних друкованих видань та рукописів «Сторінки майбутнього». Коштом грантових коштів організації «Фонд культури та новацій „Футура“» оцифрували колекцію рукописних оригіналів XIX ст. з історії німецьких та швейцарських колоній півдня Бессарабії.
Влітку 2020 року на будівлі музею встановили вивіску «Дім Феміліді».

## Колекція
Станом на 2017 рік фондова колекція музею складала понад 84 тисяч експонатів: предмети археології, історико-побутові, нумізматики, мистецтва тощо. Однією з найбагатших є археологічна колекція античного міста Тіри та Черняхівської культури (VI ст. до н. е. — IV ст. н. е.). Музей має колекцію вогнепальної й холодної зброї XVIII—XIX ст., унікальні рукописні та друковані документи з історії іноземної колонізації краю першої половини XIX ст., а також природно історичні предмети в експозиції залу «Природа краю».
Матеріали з фондової колекції музею нерідко є єдиним джерелом для вивчення історії краю як для вітчизняних, так і для закордонних вчених. За результатами багатьох досліджень були опубліковані фундаментальні монографії вчених Румунії, Франції, Швейцарії та Німеччини.
Фондова колекція регулярно поповнюється новими знахідками під час археологічних експедицій в Аккерманській фортеці та давньому місті Тіра. 2015 року музей отримав копії давніх закладних плит фортеці.

## Експозиція

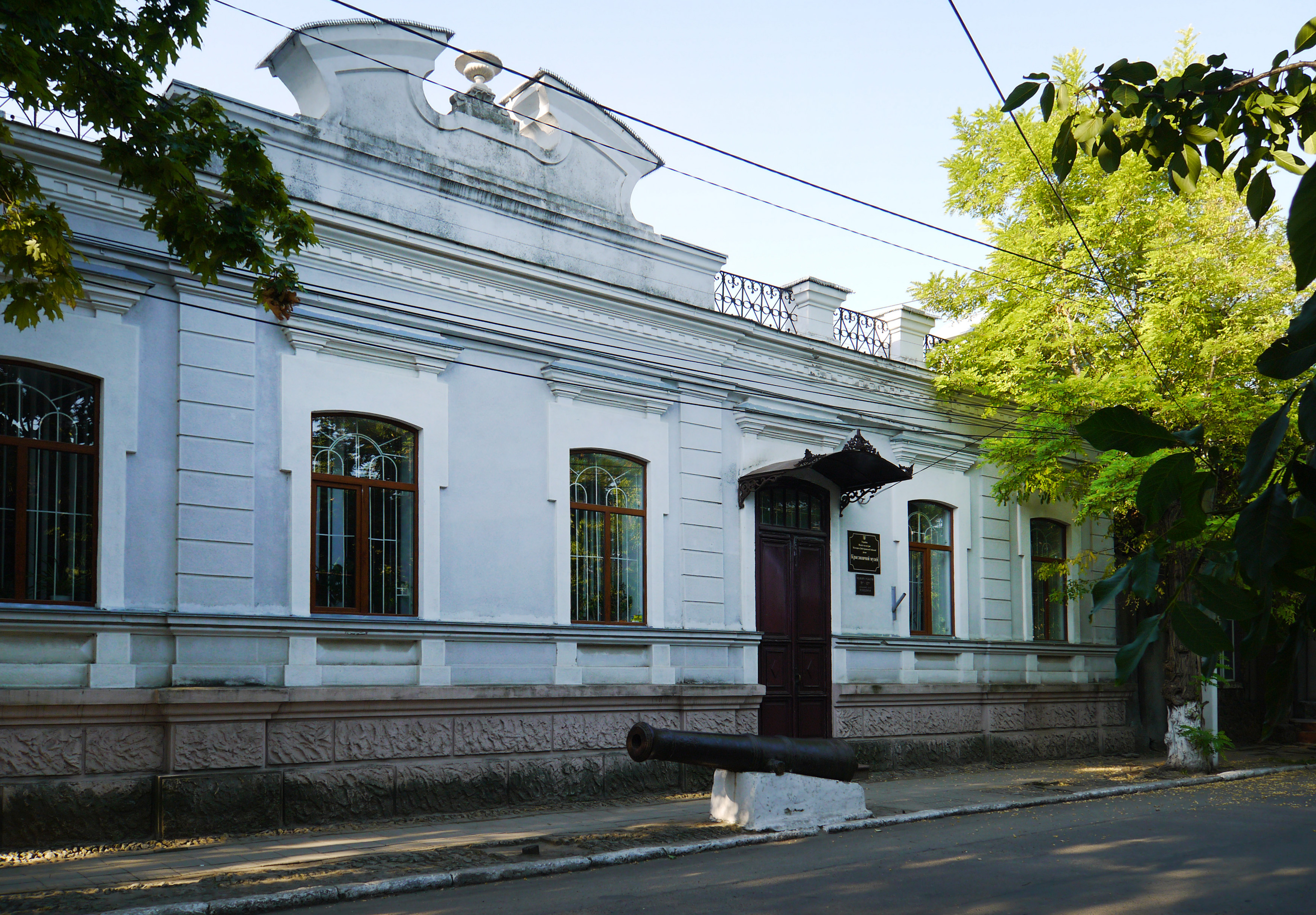
Будівля музею

Головна експозиція в головній будівлі музею побудована в хронологічній послідовності: у дев'яти залах представлені матеріали з моменту заселення краю і до наших днів. В останньому залі «Природа краю» представлені тваринний і рослинний світ Дністра і Чорного моря та орнітологічна колекція.

### Зали головної експозиції
- Зал 1: «Первіснообщинний лад і зародження класового суспільства. Тіра VI—I ст. до н. е.»
- Зал 2: «Тіра I—IV ст. н. е. Черняхівська культура II—IV ст. н. е.»
- Зал 3: «Середньовічний Білгород IX—XV ст. та під турецьким пануванням XV — поч. XIX ст.»
- Зал 4: «Заселення краю поч. XIX ст. Старий Аккерман»
- Зал 5: «Суспільно-політичне і культурне життя Аккерману поч. XIX—XX ст.»
- Зал 6: «Історія краю у першій пол. XX ст.»
- Зал 7: «Аккерман — Білгород-Дністровський. Середина XX ст.»
- Зал 8: «Природа краю»
- Зал 9: «Виставковий зал»[10]

#### Виставковий зал
У виставковому залі краєзнавчого музею регулярно представляють свої роботи як професійні майстри, так і талановиті аматори міста, художники з різних регіонів країни, ближнього і далекого зарубіжжя. У залі експонують фотодокументальні, пересувні та художні виставки декоративно-ужиткового мистецтва. Станом на 2021 рік у фондах зберігається понад 350 робіт, які музею подарували художники.

### «Етнографія народів півдня Придністров'я»
Експозиція відкрита 1990 року в окремій будівлі на вул. Пушкіна, 16 та представлена народною землеробською технікою, знаряддями праці й предметами побуту, виробами ремісників зі шкіри, дерева та глини, жіночими прикрасами. Окрім того, експозиція має колекцію рушників, килимових виробів та народного одягу багатонаціонального населення Бессарабії.

## Співпраця
Співробітники музею брали участь у написанні статей для «Енциклопедії сучасної України», надавали допомогу в написанні «Книги Пам'яті», у створенні народних музеїв. Музей брав участь у міжнародних виставках в Італії та Швейцарії.

## Директори
- 1944—1945 — Бернер Микола Іванович
- 1945—1946 — Михайличенко А. Б.
- 1946—1953 — Крисін Георгій Петрович
- 1953—1958 — Миронов Вадим В.
- 1958—1959 — Авербух Поліна Колмановна (тимчасова виконувачка обов'язків)
- 1959—1963 — Роднов Георгій Іванович
- 1963—1976 — Криволап Григорій Іванович
- 1976—1983 — Польовий Микола Петрович
- 1983—1987 — Шаров Аркадій Федорович
- 1987—1989 — Шевченко Фаїна Олександрівна
- 1989—2007 — Коренєва Людмила Євгенівна
- 2007 — донині — Біла Тетяна Павлівна[12]

## Галерея

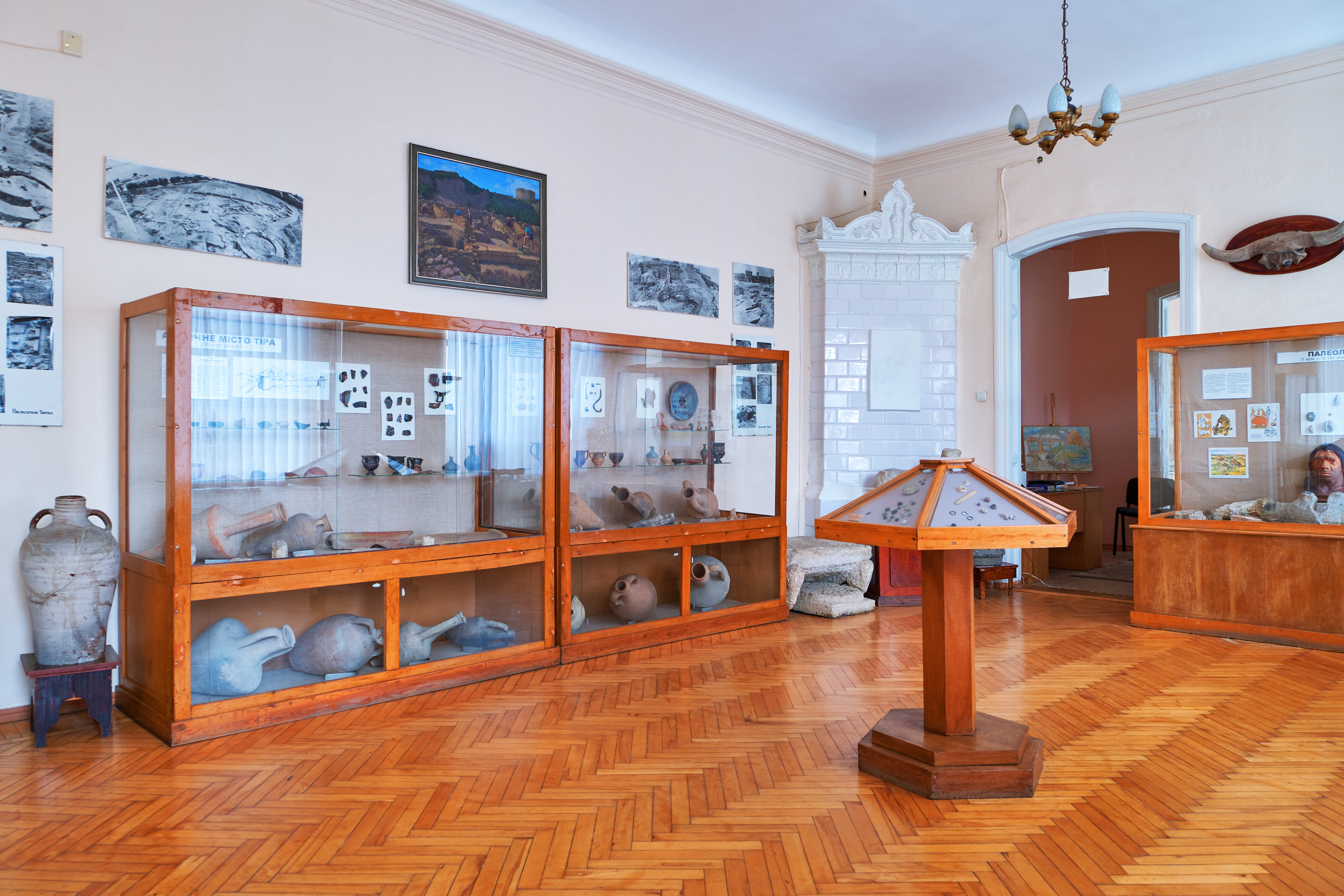
1-й зал «Первіснообщинний лад і зародження класового суспільства. Тіра VI—I ст. до н. е.»
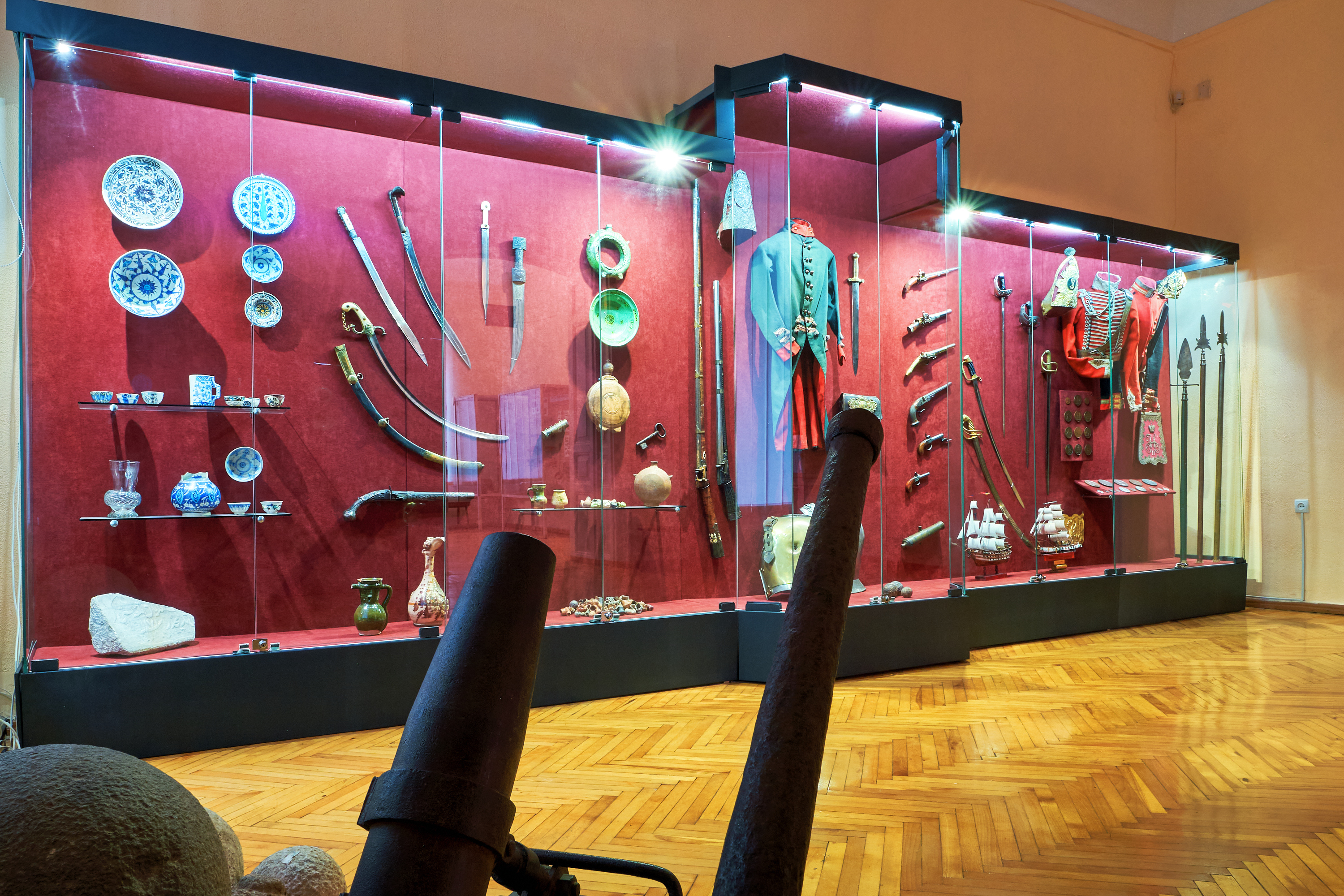
Експозиція у 3-му залі «Середньовічний Білгород IX—XV ст. під турецьким пануванням XV — поч. XIX ст.»
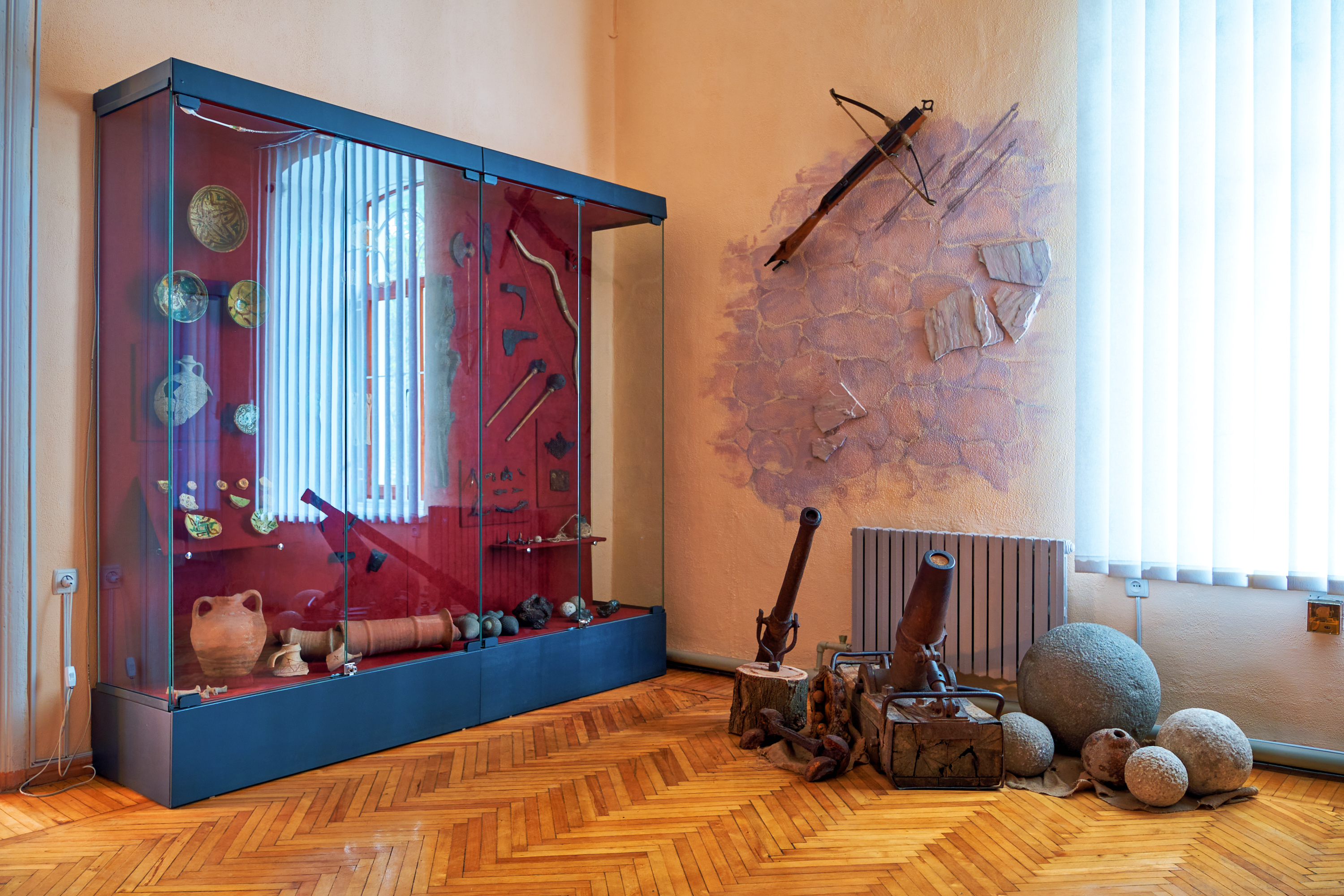
Експозиція у 3-му залі
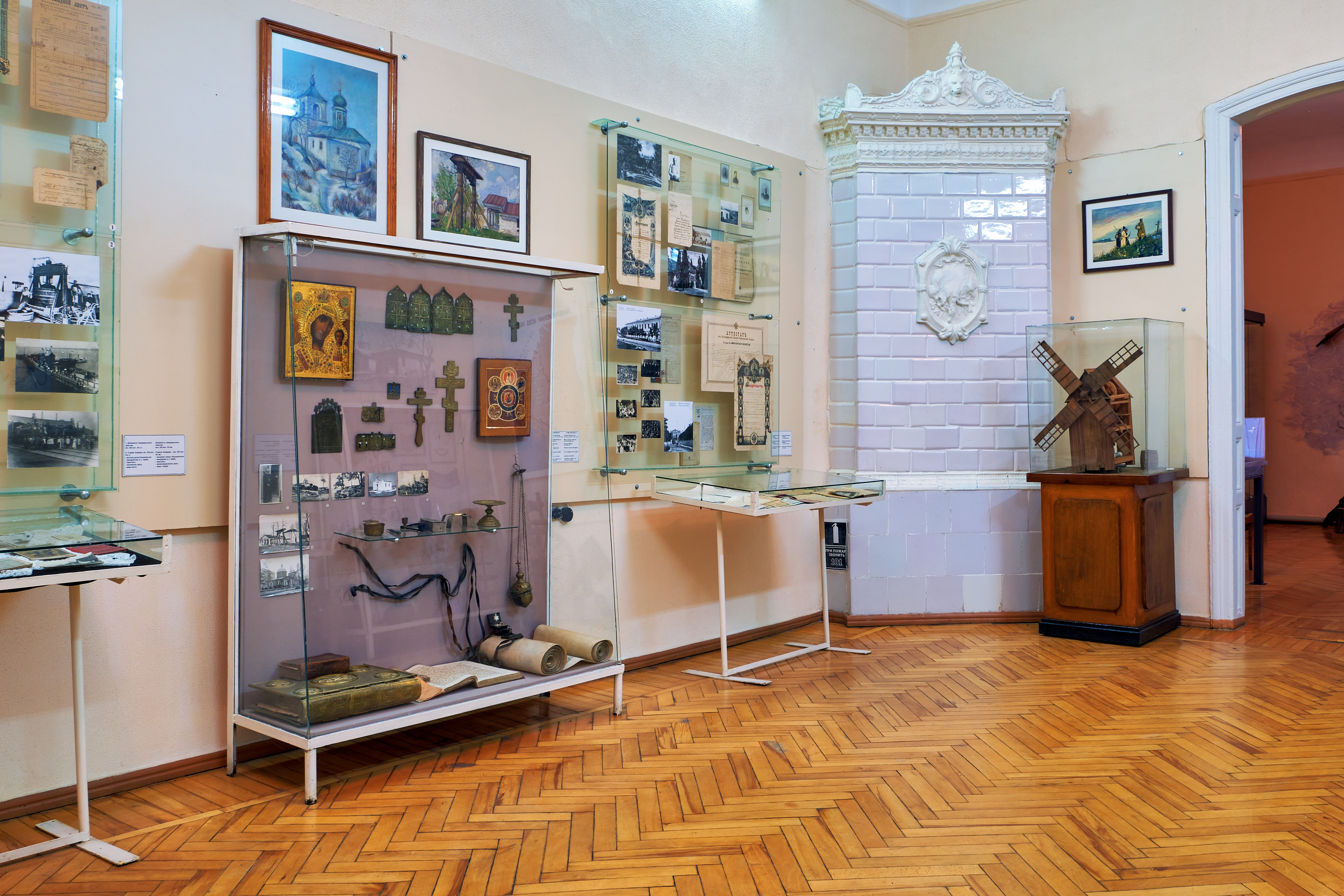
4-й зал «Заселення краю поч. XIX ст. Старий Аккерман»
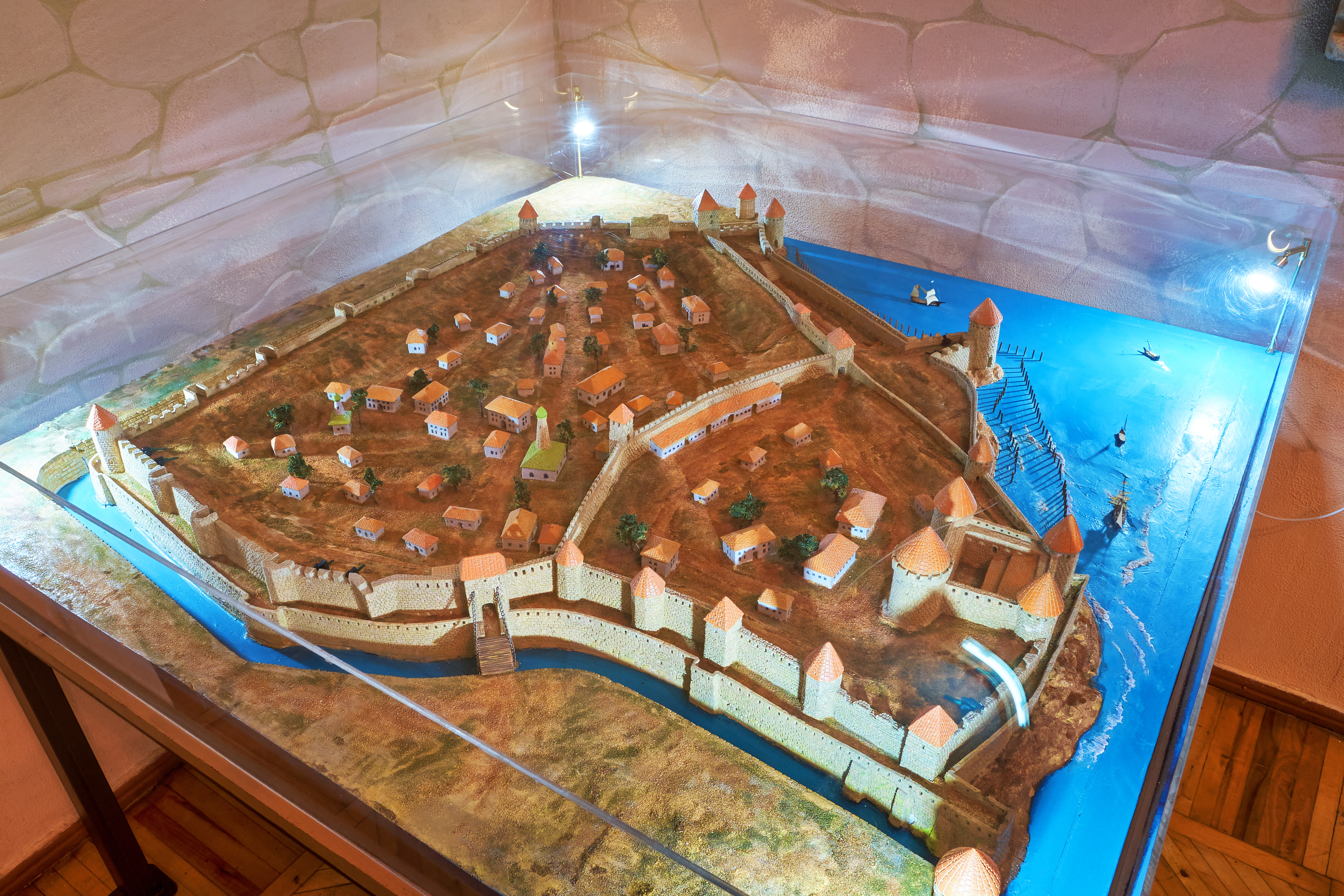
Макет Аккерманської фортеці
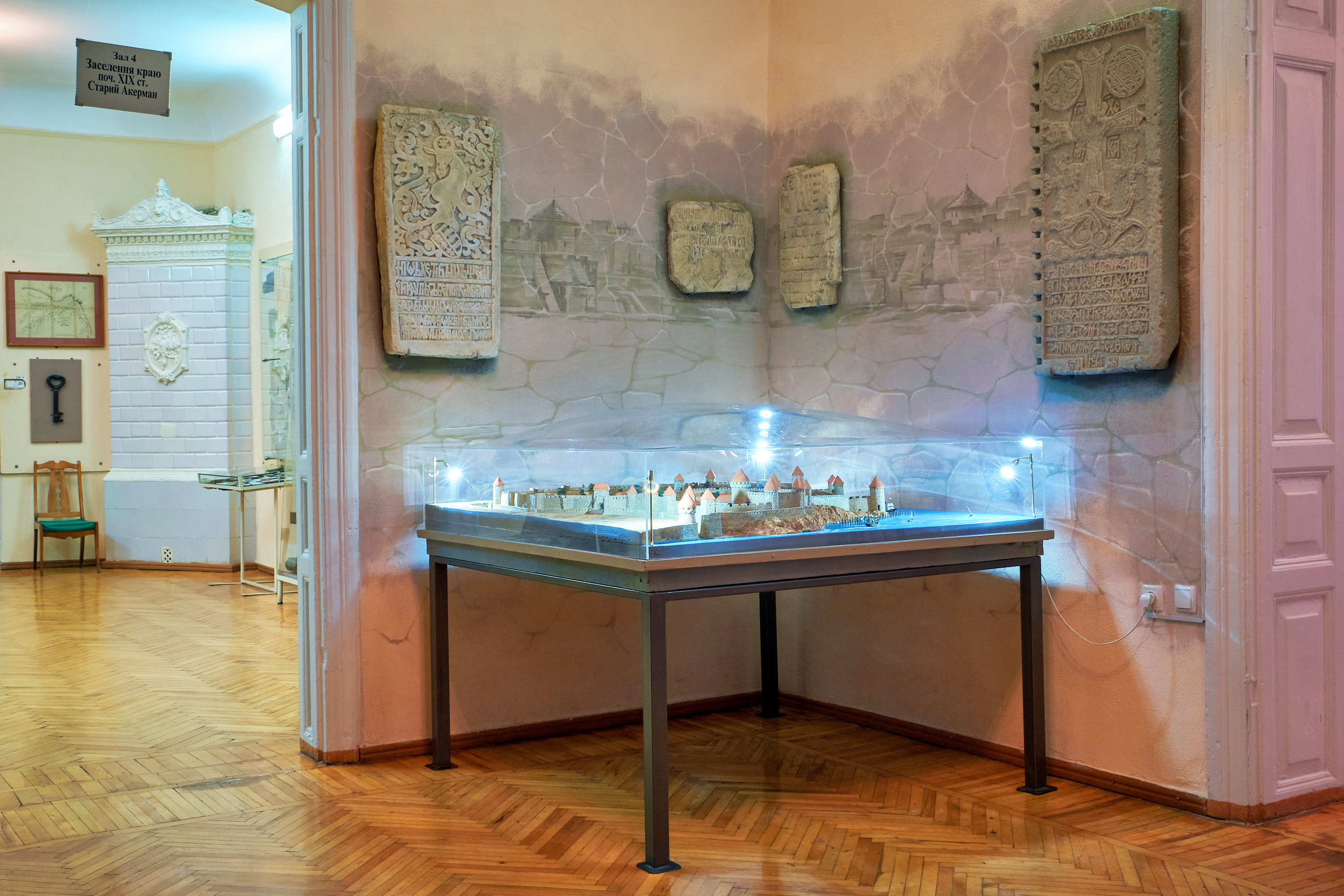
Експозиція Аккерманської фортеці
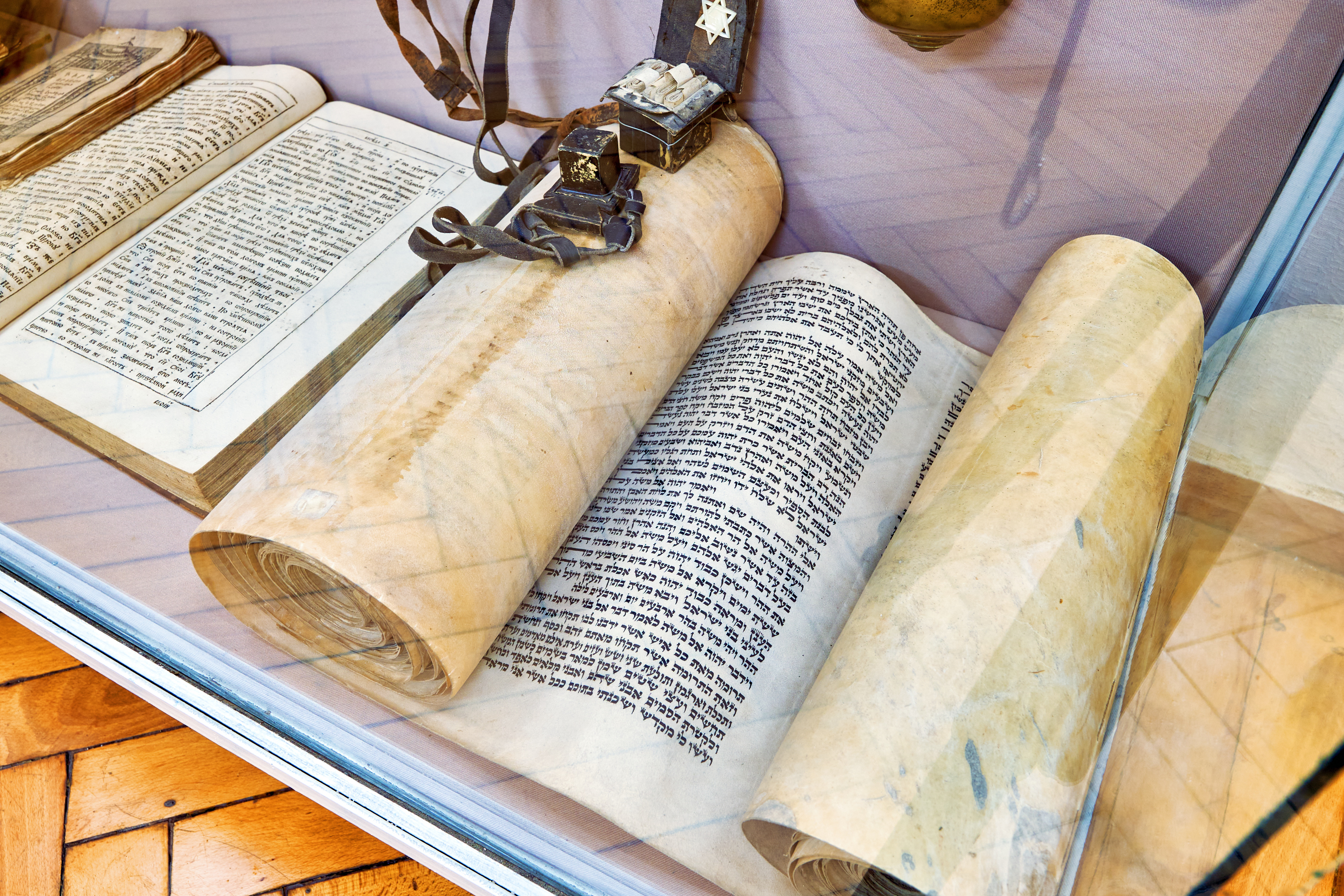
Сувій Тори

## Джерело
- Стаття «Білгород-Дністровський краєзнавчий музей» в Енциклопедії Білгород-Дністровщини [Архівовано 11 липня 2021 у Wayback Machine.]